# 阿爾法海崖
78°52′S 162°29′E / 78.867°S 162.483°E
阿爾法海崖（英語：Alpha Bluff），是南極洲的海崖，位於維多利亞地的希拉里海岸，處於舒爾茨半島西部，在1957年由新西蘭探險隊測量和命名，現時由南極條約體系管理。